# لويس كاريه
لويس كاريه (7 يناير 1925 بلييج في بلجيكا - 10 يونيو 2002 بلييج في بلجيكا) هو مدرب كرة قدم ولاعب كرة قدم بلجيكي في مركز الوسط، شارك في كأس العالم 1954. وشارك مع منتخب بلجيكا لكرة القدم. أما مع النوادي، فقد لعب مع نادي لييج وDaring Club Leuven ‏.

## وصلات خارجية
- لويس كاريه على موقع الاتحاد الدولي (مؤرشف)  (الإنجليزية)
- لويس كاريه على موقع الاتحاد البلجيكي (الإنجليزية)
- لويس كاريه على موقع قاعدة بيانات كرة القدم.إي يو (الإنجليزية)
- لويس كاريه على موقع ناشيونال فوتبول تيمز (الإنجليزية)